# Eleição municipal de Rio Claro em 2024
A eleição municipal de Rio Claro em 2024 ocorreu no dia 6 de outubro (turno único), com o objetivo de eleger um prefeito, um vice-prefeito e 19 vereadores, que serão responsáveis pela administração do município no mandato de 2025 a 2028. O prefeito titular era Gustavo Perissinoto, do PSD, eleito em 2020 que, por estar em seu primeiro mandato, está apto a disputar a reeleição.

## Calendário eleitoral
| Início        | Fim           | Atividades | Status    |
| ------------- | ------------- | --- | --------- |
| 7 de março    | 5 de abril    | Janela partidária para vereadores trocarem de partido visando concorrer às eleições sem perder o mandato. | Realizado |
| 6 de abril    | 6 de abril    | Data-limite para todas as legendas e federações partidárias obterem o registro dos estatutos no TSE e para todos os candidatos terem domicílio eleitoral na circunscrição em que desejam disputar as eleições com a filiação deferida pelo partido. | Realizado |
| 15 de maio    | 15 de maio    | Início da campanha de arrecadação prévia de recursos na modalidade de financiamento coletivo para pré-candidatos, sem realização de pedidos de voto e obedecendo a regras relativas à propaganda eleitoral na Internet.                             | Realizado |
| 20 de julho   | 5 de agosto   | Realização de convenções partidárias para deliberar sobre coligações e escolher candidatos às prefeituras e aos cargos de vereador. Os partidos têm até 15 de agosto para registrar os nomes na Justiça Eleitoral.                                  | Realizado |
| 16 de agosto  | 16 de agosto  | Início das campanhas eleitorais de forma igualitária, podendo qualquer publicidade ou manifestação com pedido explícito de voto antes da data ser considerada irregular e multada.                                                                  | Realizado |
| 30 de agosto  | 3 de outubro  | Veiculação da propaganda eleitoral gratuita no rádio e na televisão. | Realizado |
| 6 de outubro  | 6 de outubro  | Realização do primeiro turno das eleições municipais. | Realizado |
| 11 de outubro | 25 de outubro | Veiculação da propaganda eleitoral gratuita no rádio e na televisão para o segundo turno. | Realizado |
| 27 de outubro | 27 de outubro | Realização de um eventual segundo turno nas cidades com mais de 200 mil eleitores em que o candidato a prefeito mais votado não tenha atingido a metade mais um dos votos válidos.                                                                  | Realizado |

## Candidaturas ao poder executivo

###### Airton Moreira (PSOL)
Cientista social e professor de sociologia na rede privada. Foi candidato a prefeito no pleito de 2016, quando obteve 3.728 votos (3,95%) e ficou em 5º lugar.

###### Professor Sarti (PSB)
Professor universitário da EACH-USP.

###### Gustavo Perissinoto (PSD)
Atual prefeito de Rio Claro.

###### Rogério Guedes (PL)
Atual vice-prefeito de Rio Claro e ex-vereador.
Nota: a tabela a seguir está organizada por ordem alfabética de candidatos.
| Prefeito   | Prefeito             | Prefeito            | Prefeito            | Vice-prefeito(a) | Vice-prefeito(a)         | Vice-prefeito(a)    | Vice-prefeito(a)    | Coligação                                                                             | Número eleitoral | Ref.                     |
| Candidato  | Candidato            | Partido e Federação | Partido e Federação | Candidato(a)     | Candidato(a)             | Partido e Federação | Partido e Federação | Coligação                                                                             | Número eleitoral | Ref.                     |
| ---------- | -------------------- | ------------------- | ------------------- | ---------------- | ------------------------ | ------------------- | ------------------- | ------------------------------------------------------------------------------------- | ---------------- | ------------------------ |
| 100px100px | Airton Moreira       |                     | PSOL Fed. PSOL REDE |                  | Nattany Ribeiro          |                     | PSOL Fed. PSOL REDE | Fed. PSOL REDE                                                                        | 50               | [ 7 ] [ 8 ] [ 9 ] [ 10 ] |
| 100px100px | Professor Sarti      |                     | PSB                 |                  | Luciana Quintino         |                     | Solidariedade       | Unidade Progressista PSB, Solidariedade e FE Brasil (PT, PCdoB e PV)                  | 40               | [ 7 ] [ 8 ] [ 9 ] [ 10 ] |
| 100px100px | Gustavo Perissinotto |                     | PSD                 |                  | Maria do Carmo Guilherme |                     | MDB                 | Para Rio Claro Continuar Mudando PSD, MDB, Republicanos, PODE e PP                    | 55               | [ 7 ] [ 8 ] [ 11 ]       |
| 100px100px | Rogério Guedes       |                     | PL                  | 100px100px       | Doutor Grillo            |                     | UNIÃO               | Competência e Coragem para Mudar Rio Claro PL, UNIÃO, NOVO, PRD, PRTB, DC, Agir e PMB | 22               | [ 7 ] [ 8 ] [ 12 ]       |

### Desistências

###### Juninho da Padaria (PRD)
Foi prefeito de Rio Claro entre 2017 e 2020. Venceu a eleição de 2016, porém não conseguiu a reeleição em 2020, ficando em terceiro lugar na disputa. Não conseguiu terminar o mandato, pois foi preso em dezembro de 2020. Sua candidatura era incerta, já que possui pendências com a Justiça. Em agosto de 2024 o Ministério Publico Eleitoral pediu a impugnação de Juninho com base na Lei da Ficha Limpa. No dia 12 de setembro, através de sua equipe jurídica, Juninho anunciou sua desistência após o Supremo Tribunal Federal (STF) formar maioria pela impugnação de sua candidatura. Ele ainda anunciou que apoiará a eleição de Rogério Guedes (PL).
| Prefeito  | Prefeito           | Prefeito            | Prefeito            | Vice-prefeita | Vice-prefeita   | Vice-prefeita       | Vice-prefeita            | Coligação                                | Número eleitoral | Ref.                 |
| Candidato | Candidato          | Partido e Federação | Partido e Federação | Candidata     | Candidata       | Partido e Federação | Partido e Federação      | Coligação                                | Número eleitoral | Ref.                 |
| --------- | ------------------ | ------------------- | ------------------- | ------------- | --------------- | ------------------- | ------------------------ | ---------------------------------------- | ---------------- | -------------------- |
|           | Juninho da Padaria |                     | PRD                 |               | Giselle Pfeifer |                     | PSDB Fed. PSDB Cidadania | Força da Gente PRD e Fed. PSDB Cidadania | 25               | [ 17 ] [ 18 ] [ 19 ] |

### Pré-candidaturas

#### Canceladas
- Luciano Silveira (Solidariedade): Por decisão do partido, sua pré-candidatura foi substituída pela de Professora Luciana, também do Solidariedade, como vice na chapa do PSB.[20][4]

#### Desistências
- Du Altimari (MDB): O ex-prefeito de Rio Claro anunciou a desistência antes das convenções partidárias.[20][21]
- Nivaldo Moura (PRTB): Desistiu da candidatura para apoiar o atual prefeito, Gustavo Perissinotto (PSD). Seu partido, PRTB, apoiará Rogério Guedes.[22]
- Nevoeiro Junior (PSDB): Desistiu para apoiar o ex-prefeito Juninho da Padaria (PRD).[23]

## Disputa ao legislativo
A regra eleitoral permite que um Partido ou Federação indique uma chapa que contenha, no máximo, 100% das vagas em disputa mais 1. No caso de Rio Claro, o número máximo de candidaturas é de 20.
A tabela a seguir apresenta o número de candidaturas em cada Partido e Federação, estando agrupados a partir de coligações na disputa do poder executivo. Lembre-se que a coligação em eleições proporcionais não existe mais no Brasil, sendo demonstrada a coligação majoritária apenas a título de visualização agrupada.
| Federação           | Partido       | Partido       | Candidaturas |
| ------------------- | ------------- | ------------- | ------------ |
| Fed. PSOL REDE      |               | PSOL          | 19           |
| Fed. PSOL REDE      |               | REDE          | 0            |
| Fed. PSOL REDE      | Total da Fed. | Total da Fed. | 19           |
| FE BRASIL           |               | PT            | 18           |
| FE BRASIL           |               | PCdoB         | 0            |
| FE BRASIL           |               | PV            | 2            |
| FE BRASIL           | Total da Fed. | Total da Fed. | 20           |
| Fed. PSDB Cidadania |               | PSDB          | 19           |
| Fed. PSDB Cidadania |               | Cidadania     | 0            |
| Fed. PSDB Cidadania | Total da Fed. | Total da Fed. | 19           |
| Sem federação       |               | PSB           | 2            |
| Sem federação       |               | Republicanos  | 20           |
| Sem federação       |               | PP            | 20           |
| Sem federação       |               | MDB           | 20           |
| Sem federação       |               | PODE          | 20           |
| Sem federação       |               | PL            | 18           |
| Sem federação       |               | DC            | 20           |
| Sem federação       |               | PRTB          | 0            |
| Sem federação       |               | NOVO          | 13           |
| Sem federação       |               | PMB           | 14           |
| Sem federação       |               | Agir          | 20           |
| Sem federação       |               | UNIÃO         | 20           |
| Sem federação       |               | PSD           | 20           |
| Sem federação       |               | PRD           | 20           |
| Sem federação       |               | Solidariedade | 6            |
| Sem federação       |               | PDT           | 18           |
| Total               | Total         | Total         | 309          |

## Debates
| Data                   | Organizador(es) | Mediação        | Candidatos            | Candidatos                 | Candidatos          | Candidatos            | Ref    |
| Data                   | Organizador(es) | Mediação        | Airton Moreira (PSOL) | Gustavo Perissinotto (PSD) | Rogério Guedes (PL) | Professor Sarti (PSB) | Ref    |
| ---------------------- | --------------- | --------------- | --------------------- | -------------------------- | ------------------- | --------------------- | ------ |
| 24 de setembro de 2024 | ACidade ON e G1 | Flávio Mesquita | Presente              | Presente                   | Presente            | Presente              | [ 24 ] |
| 3 de outubro de 2024   | Grupo JC        | Carla Hummel    | Presente              | Ausente                    | Presente            | Presente              | [ 25 ] |

## Pesquisas eleitorais
As pesquisas buscam analisar como seria o resultado da eleição se ela ocorresse no dia em que os dados dos entrevistados foram coletados, não tendo como objetivo pela porcentagem de confiança, prever o resultado final da eleição.
| Fonte | Data(s) conduzidas | Amostragem | Airton M. PSOL | G. Perissinotto PSD | R. Guedes PL | Du Altimari MDB | A. C. Sarti PSB | Nevoeiro J. PSDB | Nivaldo M. PRTB | Luciano S. Solidariedade | Juninho da Padaria PRD | Nenhum, branco, nulo | NS/NR | Ref. |       |   |        |        |    |        |
| ----- | ------------------ | ---------- | -------------- | ------------------- | ------------ | --------------- | --------------- | ---------------- | --------------- | ------------------------ | ---------------------- | -------------------- | ----- | ---- | ----- | - | ------ | ------ | -- | ------ |
| Fonte | Data(s) conduzidas | Amostragem | Statsol        | 13-17/mai/2024      | 565          | 1,57%           | 28,35%          | 20,52%           | –               | –                        | 15,13%                 | Nenhum, branco, nulo | NS/NR | Ref. | 2,78% | – | 14,09% | 13,57% | 4% | [ 26 ] |
| –     | 27,83%             | 23,65%     | Statsol        | 13-17/mai/2024      | 565          | 7,30%           | 1,04%           | 16,35%           | 3,83%           | –                        | –                      | 18,61%               | 1,39% |      |       |   |        |        |    | [ 26 ] |
| 1,39% | 27,30%             | 24,30%     | Statsol        | 13-17/mai/2024      | 565          | 6,43%           | –               | –                | –               | 2,09%                    | 17,39%                 | 18,61%               | 2,26% |      |       |   |        |        |    | [ 26 ] |

| Fonte | Data(s) conduzidas | Amostragem | Airton M. PSOL | G. Perissinotto PSD | R. Guedes PL | Du Altimari MDB | A. C. Sarti PSB | Nevoeiro J. PSDB | Nivaldo M. PRTB | Juninho da Padaria PRD | Paulo G. PP | Nenhum, branco, nulo | NS, indeciso | Ref. |      |      |      |      |       |        |
| ----- | ------------------ | ---------- | -------------- | ------------------- | ------------ | --------------- | --------------- | ---------------- | --------------- | ---------------------- | ----------- | -------------------- | ------------ | ---- | ---- | ---- | ---- | ---- | ----- | ------ |
| Fonte | Data(s) conduzidas | Amostragem | Vox Brasil     | 25-26/jun/2024      | 384          | 1,6%            | 35,4%           | 10,4%            | 3,9%            | 1,3%                   | 11,5%       | Nenhum, branco, nulo | NS, indeciso | Ref. | 3,9% | 8,6% | 7,3% | 3,6% | 12,5% | [ 27 ] |
| 1,8%  | 35,7%              | 14,6%      | Vox Brasil     | 25-26/jun/2024      | 384          | –               | 2,1%            | 12,8%            | 5,5%            | 8,8%                   | –           | 4,4%                 | 14,3%        |      |      |      |      |      |       | [ 27 ] |

| Fonte | Data(s) conduzidas | Amostragem | Airton Moreira PSOL | Gustavo Perissinotto PSD | Rogério Guedes PL | Professor Sarti PSB | Juninho da Padaria PRD | Nenhum, branco, nulo | NS/NR | Ref. |        |       |        |        |       |        |
| ----- | ------------------ | ---------- | ------------------- | ------------------------ | ----------------- | ------------------- | ---------------------- | -------------------- | ----- | ---- | ------ | ----- | ------ | ------ | ----- | ------ |
| Fonte | Data(s) conduzidas | Amostragem | Statsol             | 22-27/ago/2024           | 565               | 3,15%               | 37,06%                 | Nenhum, branco, nulo | NS/NR | Ref. | 22,73% | 1,22% | 13,11% | 13,64% | 9,09% | [ 28 ] |

| Fonte | Data(s) conduzidas | Amostragem | Airton Moreira PSOL | Gustavo Perissinotto PSD | Rogério Guedes PL | Professor Sarti PSB | Nenhum, branco, nulo | NS/NR | Ref. |        |        |       |        |        |        |
| ----- | ------------------ | ---------- | ------------------- | ------------------------ | ----------------- | ------------------- | -------------------- | ----- | ---- | ------ | ------ | ----- | ------ | ------ | ------ |
| Fonte | Data(s) conduzidas | Amostragem | Statsol             | 24-26/set/2024           | 565               | 2,48%               | Nenhum, branco, nulo | NS/NR | Ref. | 46,90% | 18,76% | 1,24% | 14,34% | 16,28% | [ 29 ] |

## Resultados

### Executivo
| Candidato(a)               | Vice                             | Turno único 6 de outubro de 2024 | Turno único 6 de outubro de 2024 |
| Candidato(a)               | Vice                             | Total                            | Percentagem                      |
| -------------------------- | -------------------------------- | -------------------------------- | -------------------------------- |
| Gustavo Perissinotto (PSD) | Maria do Carmo Guilherme (MDB)   | 56 056                           | 56,69                            |
| Rogério Guedes (PL)        | Doutor Grillo (UNIÃO)            | 37 673                           | 38,10                            |
| Airton Moreira (PSOL)      | Nattany Ribeiro (PSOL)           | 3 189                            | 3,23                             |
| Professor Sarti (PSB)      | Luciana Quintino (Solidariedade) | 1 964                            | 1,99                             |
| Total de votos válidos     | Total de votos válidos           | 98 882                           | 100                              |
| Votos em branco            | Votos em branco                  | 5 882                            | 5,16                             |
| Votos nulos                | Votos nulos                      | 9 283                            | 8,14                             |
| Votos anulados             | Votos anulados                   | 0                                | 0                                |
| Total de votos inválidos   | Total de votos inválidos         | 15 165                           | 13,29                            |
| Comparecimento             | Comparecimento                   | 114 047                          | 75,19                            |
| Abstenções                 | Abstenções                       | 37 636                           | 24,81                            |
| Total de eleitores aptos   | Total de eleitores aptos         | 151 683                          | 100                              |

### Legislativo
O primeiro resultado declarado da eleição possuía duas cadeiras eleitas para o Podemos e três para o Progressistas, pois a candidatura do vereador Paulo Guedes (PP) ainda estava sub judice e seus votos não contabilizados. O vereador, agora reeleito, obteve sucesso com seu recurso apresentado no Tribunal Regional Eleitoral de São Paulo (TRE-SP), conseguindo sua elegibilidade após ter sido declarado inelegível anteriormente. Com isso, um novo cálculo foi feito, resultando em quatro cadeiras para o PP e apenas uma ao PODE, retirando a vaga anteriormente declarada de Carol Gomes (PODE).
| Partido ou federação | Partido ou federação | Partido ou federação | Partido ou federação | Câmara Municipal de Rio Claro | Câmara Municipal de Rio Claro | Câmara Municipal de Rio Claro | Câmara Municipal de Rio Claro | Câmara Municipal de Rio Claro |
| Partido ou federação | Partido ou federação | Partido ou federação | Partido ou federação | Votos                         | %                             | Assentos                      | % de assentos                 | +/–                           |
| -------------------- | -------------------- | -------------------- | -------------------- | ----------------------------- | ----------------------------- | ----------------------------- | ----------------------------- | ----------------------------- |
|                      | PSD                  | PSD                  | PSD                  | 22 372                        | 22,62                         | 6                             | 31,57                         | 3                             |
|                      | PP                   | PP                   | PP                   | 14 277                        | 14,43                         | 4                             | 21,05                         | 1                             |
|                      | PL                   | PL                   | PL                   | 10 599                        | 10,71                         | 3                             | 15,78                         | 2                             |
|                      | Republicanos         | Republicanos         | Republicanos         | 10 168                        | 10,28                         | 2                             | 10,52                         | 1                             |
|                      | MDB                  | MDB                  | MDB                  | 9 668                         | 9,77                          | 2                             | 10,52                         | Estável                       |
|                      | UNIÃO                | UNIÃO                | UNIÃO                | 7 166                         | 7,24                          | 1                             | 5,26                          | 3                             |
|                      | PODE                 | PODE                 | PODE                 | 7 022                         | 7,10                          | 1                             | 5,26                          | Estável                       |
|                      | Fed. PSOL REDE       |                      | PSOL                 | 3 907                         | 3,95                          | 0                             | 0%                            | Estável                       |
|                      | Fed. PSOL REDE       | REDE                 | Sem candidatos       | -                             | 0                             | 0%                            | Estável                       |                               |
| Total                | Total                | 3 907                | 3,95                 | 0                             | 0%                            | Estável                       |                               |                               |
|                      | FE BRASIL            |                      | PT                   | ?                             | ?                             | 0                             | 0%                            | Estável                       |
|                      | FE BRASIL            | PV                   | ?                    | ?                             | 0                             | 0%                            | Estável                       |                               |
|                      | FE BRASIL            | PCdoB                | Sem candidatos       | -                             | 0                             | 0%                            | Estável                       |                               |
| Total                | Total                | 2 999                | 3,03                 | 0                             | 0%                            | Estável                       |                               |                               |
|                      | PDT                  | PDT                  | PDT                  | 2 920                         | 2.95                          | 0                             | 0%                            | Estável                       |
|                      | DC                   | DC                   | DC                   | 2 764                         | 2.79                          | 0                             | 0%                            | Estável                       |
|                      | Fed. PSDB Cidadania  |                      | PSDB                 | 2 016                         | 2.03                          | 0                             | 0%                            | 2                             |
|                      | Fed. PSDB Cidadania  | Cidadania            | Sem candidatos       | -                             | 0                             | 0%                            | 1                             |                               |
| Total                | Total                | 2 016                | 2,03                 | 0                             | 0%                            | 3                             |                               |                               |
|                      | Agir                 | Agir                 | Agir                 | 1 641                         | 1,65                          | 0                             | 0%                            | Estável                       |
|                      | PRD                  | PRD                  | PRD                  | 1 506                         | 1,52                          | 0                             | 0%                            | 1                             |
|                      | NOVO                 | NOVO                 | NOVO                 | 1 067                         | 1,07                          | 0                             | 0%                            | Estável                       |
|                      | PMB                  | PMB                  | PMB                  | 1 008                         | 1,01                          | 0                             | 0%                            | Estável                       |
|                      | PSB                  | PSB                  | PSB                  | 159                           | 0,16                          | 0                             | 0%                            | Estável                       |
|                      | Solidariedade        | Solidariedade        | Solidariedade        | 147                           | 0,14                          | 0                             | 0%                            | Estável                       |
|                      | Avante               | Avante               | Avante               | Sem candidatos                | 0                             | 0                             | 0%                            | Estável                       |
|                      | UP                   | UP                   | UP                   | Sem candidatos                | 0                             | 0                             | 0%                            | Estável                       |
|                      | MOBILIZA             | MOBILIZA             | MOBILIZA             | Sem candidatos                | 0                             | 0                             | 0%                            | Estável                       |
|                      | PSTU                 | PSTU                 | PSTU                 | Sem candidatos                | 0                             | 0                             | 0%                            | Estável                       |
|                      | PCO                  | PCO                  | PCO                  | Sem candidatos                | 0                             | 0                             | 0%                            | Estável                       |
|                      | PRTB                 | PRTB                 | PRTB                 | Sem candidatos                | 0                             | 0                             | 0%                            | Estável                       |
|                      | PCB                  | PCB                  | PCB                  | Sem candidatos                | 0                             | 0                             | 0%                            | Estável                       |
| Votos válidos        | Votos válidos        | Votos válidos        | Votos válidos        | 98 882                        | 100                           | 19                            | 100%                          |                               |
| Votos nulos          | Votos nulos          | Votos nulos          | Votos nulos          | 9 283                         | 8,14                          |                               |                               |                               |
| Votos em branco      | Votos em branco      | Votos em branco      | Votos em branco      | 37 636                        | 5,16                          |                               |                               |                               |
| Votos anulados       | Votos anulados       | Votos anulados       | Votos anulados       | 0                             | 0                             |                               |                               |                               |
| Comparecimento       | Comparecimento       | Comparecimento       | Comparecimento       | 114 047                       | 75,19                         |                               |                               |                               |
| Abstenção            | Abstenção            | Abstenção            | Abstenção            | 37 636                        | 24,81                         |                               |                               |                               |
| Eleitores aptos      | Eleitores aptos      | Eleitores aptos      | Eleitores aptos      | 151 683                       | 100                           |                               |                               |                               |